# أشا سينها
أشا سينها (بالإنجليزية: Asha Sinha)‏ هي ضابطة شرطة هندية، ولدت في 24 مارس 1956 في كوتايام في الهند.